# ライトキューブ宇都宮
ライトキューブ宇都宮（ライトキューブうつのみや）は、栃木県宇都宮市宮みらいにあるコンベンション・センター。
この項では、交流拠点施設（ライトキューブ宇都宮）以外の施設を含む、宇都宮駅東口地区全体の施設や整備の歴史についても概説する。

## 施設概要

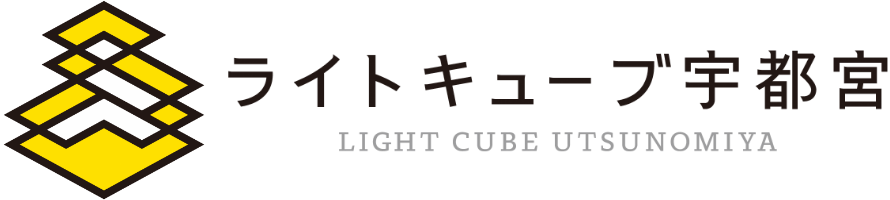
施設のロゴ

宇都宮駅東口地区整備事業の中核施設として建設された。北関東初の会議中心型コンベンション・センターで、宇都宮駅東口に直結する。施設構成は、ホールや会議室など、17室あり（後述）、様々な催しやイベントに対応する。地上4階建てで、宇都宮市宮みらい1-20に位置する。2022年（令和4年）11月30日開業。愛称は「ライトキューブ宇都宮（ライトキューブうつのみや）」で、輝かしい未来を宇都宮市にもたらす施設をイメージする愛称である。また、「ライト」は古来から雷が多い地域であることが由来の宇都宮の別称「雷都」を意味し、宇都宮ライトレールの車両の愛称である「ライトライン」との一体性を表現している。
交流拠点施設を含む宇都宮駅東口地区整備事業を手掛ける共同企業体「うつのみやシンフォニー」（後述）には、隈研吾建築都市設計事務所が参画し、隈研吾がデザインを務めた。

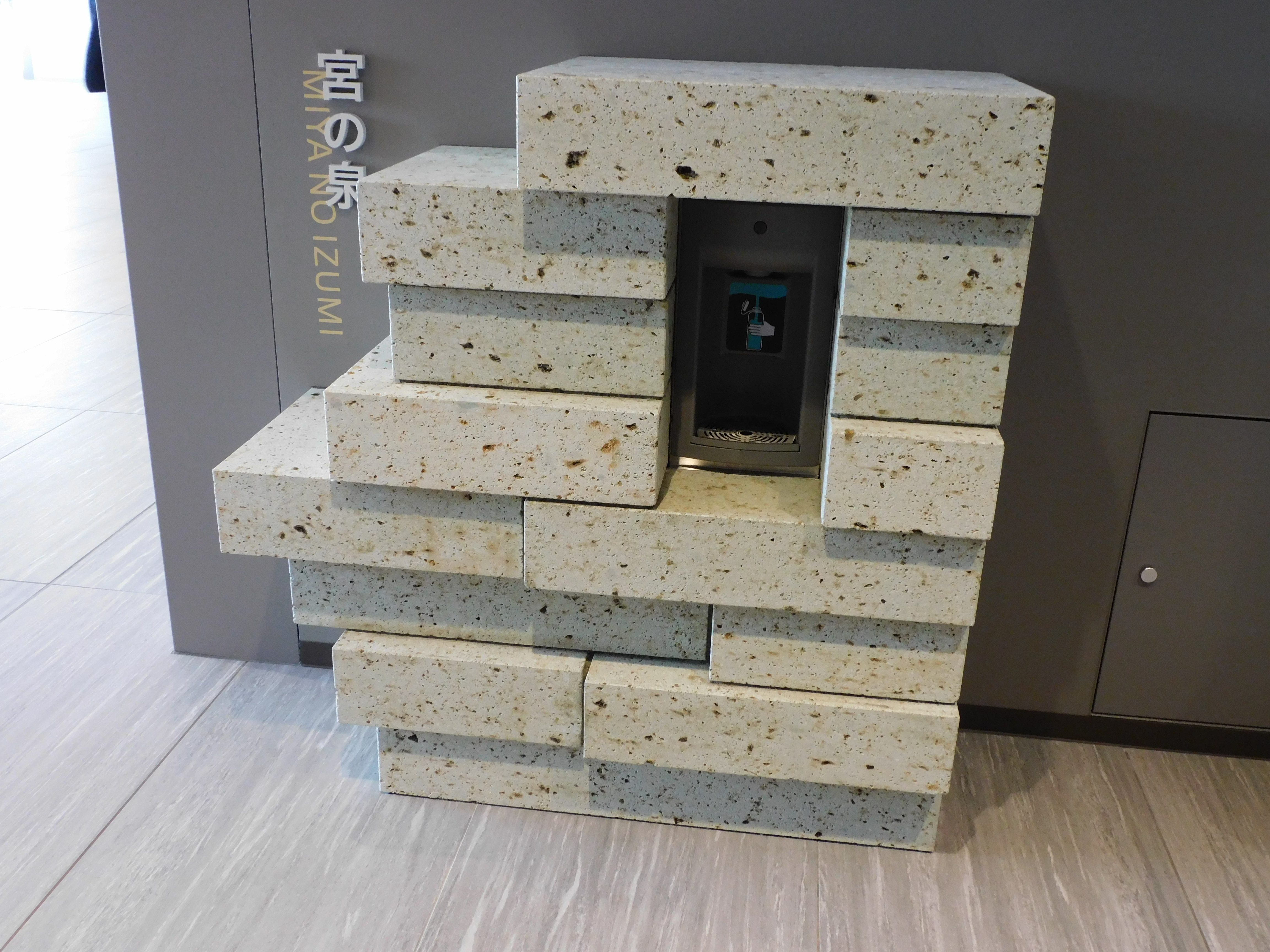
宮の泉

大ホール、大会議室、中ホールを別階層に配置する（後述）とともに、それぞれに十分な広さのホワイエなどを確保することによって、利用者動線の混乱を避けている。また、大・中ホールについては、1階と3階の交流広場と隣接して配置しており、交流広場との⼀体的なイベント開催が可能とした。また、複合施設や宇都宮ライトレールの宇都宮駅東口停留場と接続した1階と、JR宇都宮駅に接続する東西自由通路側の2階に主要な出入口に設置するとともに、利用者動線が交差しないよう、1階から2階、2階から3階へのエスカレーターを異なる位置に設置する。これにより、動線の干渉を防ぎ、複数催事の同時開催が可能とする。
2階には、来館者が持ち込んだボトルに宇都宮の水道水を給水する、給水スポット「宮の泉」がある。宮の泉の名は、一般投票で最多票（得票率59.7％）を得たもので、他の候補に「みらいとウォーター」、「ぷらっと泉水（せんすい）」、「いっぱい飲んでみや」があった。太陽光発電や地下水熱の活用、LED照明などの省エネルギー器具を採用しており環境に配慮している。
防災性能も高く、災害時に照明や空調などの⼀部を稼働させる自家発電設備や常時利用も可能な災害時対応トイレを設置し、万一災害が起き帰宅困難者が発生した場合でも、毛布や非常食等を提供できるように備蓄倉庫を設置する。

### 諸室構成
| フロア | 名称                  | 収容人数（特筆なき場合はシアター形式） | デザイン                               | 概要 | 仕上材                                                                                                 |
| ------ | --------------------- | -------------------------------------- | -------------------------------------- | --- | --- |
| 1階    | 大ホール              | 全室利用時最大2000人                   | 「大谷石と木のハーモニー」             | 床面は平土間、大規模学会における全体会や式典、展示会、講演会のほか、3x3大会などのスポーツイベント等の開催が可能。 可動間仕切りで2分割とすることが可能で、900人規模の会議と展示会等の同時開催できる 交流広場側には、遮音及び遮光を考慮したスライディングウォールを採用し、 交流広場と大ホールの⼀体的な利用が可能 式典や講演会、イベントなどに不可欠な看板や横断幕を吊るすバトン、映像を映し出すスクリーンを複数設置し、催事に合わせた演出が可能。 音響設備は、講演会や式典、シンポジウム、展示会、レセプションの利用などに対応できる音響機器を設置し、スピーカーからの拡声音を明瞭にするため、響きを抑えた音響性能を確保した。 デザインは大谷石採掘場に刻まれたカットラインをイメージし、大谷石や木をリズミカルに 配置することによって、高揚感のある空間を創出した。 | 天井：羊毛セメント板、⼀部ガラスクロス 壁：ガラスクロス、⼀部大谷石及び木合板 床：高弾性衝撃吸収シート |
| 3階    | 中ホール              | 全室利用時最大702人                    | 「木のドレープ」                       | 床面は平土間で、ステージを設置することにより、会議や講演会の利用のほか、式典や音楽イベントなど、様々な催事の開催が可能。 可動間仕切りで2分割とすることができ、300人程度の音楽イベ ント等の開催が可能。 バックステージは十分な広さを確保し、1階の搬入スペースから直通する搬入示エレベーターを配置することによって、利便性の良い搬入動線を確保。 看板や横断幕を吊るすバトンや映像を映し出すスクリーンのほか、講演会や演奏会の背景として演出効果の高いホリゾント幕も設置し、会議から音楽イベントまで幅広く対応可能。 音響設備は、遮音壁や防音建具を設置するなど、生音楽等の利用にも対応可能な音響性能を確保する。また、防振浮き床構造を採用し，遮音性に配慮した。 デザインは壁や天井に木材で大きな流れを作り、華やかな空間を創出した。                                  | 天井：ガラスクロス、⼀部木製パネル 壁：ガラスクロス、⼀部木製パネル 床：フローリング                   |
| 2階    | 大会議室              | 300人（1室利用時） 600人（2室利用時）  | 「白い布スクリーンの大会議室」         | 国際会議を始め、学会やレセプション、株主総会、シンポジウム、各種試験などの会場として、様々な催事の開催が可能。 2室間の壁を可動間仕切りとすることにより室を、2室をつなげた利用にも対応し、中規模な展示会などの利用が可能。 大会議室近くにパントリーを配置し、懇親会などもケータリングにて開催可能。 式典や講習会、展示会などに不可欠な看板や横断幕を吊るすバトン、映像を映し出すスクリーンを複数設置することにより、催事に合わせた演出が可能。 音響設備は、会議や講習会、展示会、試験の利用などに対応できる音響機器を設置し、スピーカーからの拡声音を明瞭にするため、響きを抑えた音響性能を確保した。 デザインは、白で統⼀された空間に、白いプリーツ加工を施した布で覆うことにより、柔らかく落ち着いた雰囲気の空間を創出した。                                        | 天井：ロックウール吸⾳板 壁：石膏ボード塗装仕上げ 床：タイルカーペット                                 |
| 1階    | 北側小会議室101 - 104 | 45人（スクール形式）                   | 「東西ストリートに面した木の小会議室」 | 企業研修や市民団体等のサークル活動などの幅広い利用が可能。 マルシェなどのイベント活用を想定して，北側の東西ストリートからも出入りが可能。 デザインは、天井や壁を木質仕上げとし，温かみのある空間を創出した。 | 天井：穴あき合板 壁：木合板 床：高弾性衝撃吸収シート                                                   |
| 1階    | 南側小会議室105 - 108 | 45人（スクール形式）                   | 「白を基調としたシンプルな小会議室」   | フリーアクセスフロア（⼆重床）にすることにより、電気配線位置の自由度を高め、学会の分科会や大ホール利用者の控室に利用できるほか、企業会議や小規模商品発表会など、幅広い利用が可能 デザインは、天井や壁を白色で統⼀し、清潔感のある落ち着いた空間を創出 | 天井：ロックウール吸音板 壁：石こうボード塗装仕上げ 床：タイルカーペット                               |
| 4階    | 小会議室401 - 403     | 36人（スクール形式）                   | 「空と木の小会議室」                   | 企業の会議や商談会、学会の分科会等の利用のほか、床材を落ち着いたタイルカーペットにすることにより、式典やイベント時の来賓の控室など、「おもてなしの空間」としての利用も可能。 デザインは、天井と壁を木質仕上げとするとともに，壁に開口部を設けることにより，空と交流広場の緑が感じられる空間を創出した。 | 天井：穴あき合板（吸音材下地） 壁：木合板 床：タイルカーペット                                         |

### 交流広場（宮みらいライトヒル）

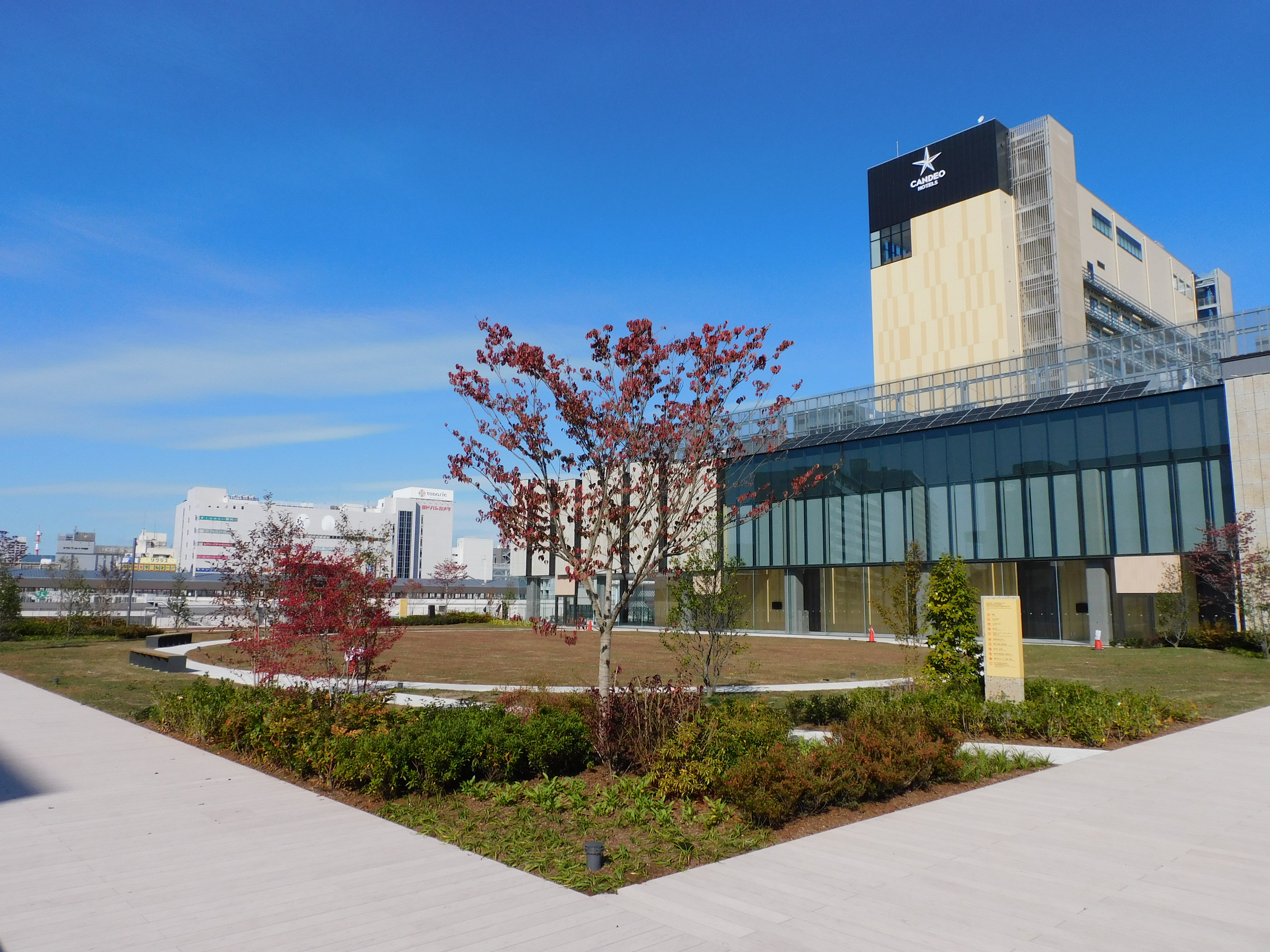
風のホワイエ

愛称は「宮みらいライトヒル（みやみらいライトヒル）」で、輝きに満ちあふれる広場(丘)をイメージする愛称である。1階、2階、3階部分に、それぞれ広場が分かれる構造になっている。広場のデザインは宇都宮市の風景をモチーフにしており、1階「水のテラス」は「平野の緩やかな河川」を、2階「緑のテラス」は「山地にいきづく豊かな緑」を、3階「風のホワイエ」は、「大きく広がる空」をそれぞれモチーフとしている。広場には照明設備や、北関東の代表的な樹種を植え、1階「水のテラス」には水盤を設置し、樹木と敷地内を通過するLRTが水盤に映り込む幻想的な空間を演出するとともに、潤いのある景観を形成する。なお、水を止めてイベントや3x3大会の開催も可能だとしている。

### 愛称の決定
2022年（令和4年）2月1日から2月28日にかけて、施設の愛称を下記の3種から選択する投票が行われた。投票の結果、3月25日に行われた佐藤栄一市長の定例記者会見において、ライトを用いた愛称（ライトキューブ宇都宮・宮みらいライトヒル）に決定したと発表した。投票総数は10,047票であった。
| 案                                                           | 交流拠点施設             | 交流広場               | 応募総数              |
| ------------------------------------------------------------ | ------------------------ | ---------------------- | --------------------- |
| ライト（輝き・「雷都」）を用いた愛称                         | ライトキューブ宇都宮     | 宮みらいライトヒル     | 5,922票（58.9％）採用 |
| トランザ（交流を意味するトランザクションの造語）を用いた愛称 | トランザフォーラム宇都宮 | 宮みらいトランザテラス | 1,765票（17.6％）     |
| ウィル（未来・意志）を用いた愛称                             | ウィルクロス宇都宮       | 宮みらいウィルゲート   | 2,360票（23.5％）     |

## 歴史

### 宇都宮駅東口の整備構想のはじまり

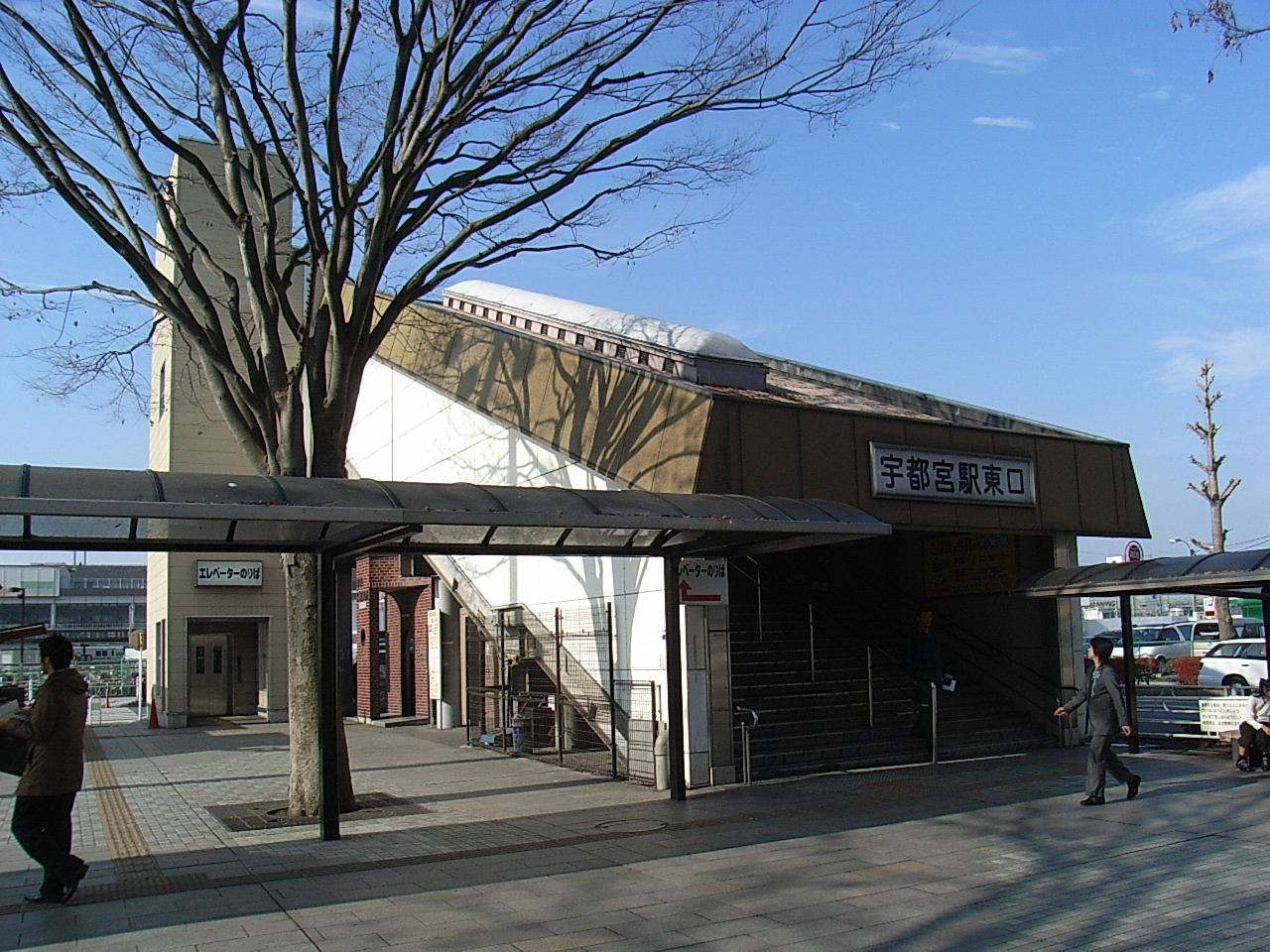
1980年に完成した旧・宇都宮駅東西自由通路（2006年12月）

宇都宮市では、1968年（昭和43年）度から1978年（昭和53年）度にかけて、日本国有鉄道（国鉄）宇都宮駅東側の地域において、宇都宮駅東口の開設や駅広場周辺の都市機能整備を目的に、駅東土地区画整理事業を施行し、旧駅前広場が完成した。1980年（昭和55年）8月には初代の東西自由通路が完成し、宇都宮駅東口が開業。駅の東側からも列車に乗ることができるようになった。
このように発展を始めた宇都宮駅東口地区において、宇都宮市では市有地及び国鉄用地（宇都宮運転所）等を活用し都市再開発を行い複合施設を整備する構想を立て、区画整理及び施設整備を目的とした「新都市拠点整備事業」として、宇都宮駅東口地区整備事業の調査を1985年（昭和60年度）に開始した。1985年から1986年度にかけては、市の単独調査を行ったが、1987年度からは調査に、民営化された日本国有鉄道の債務を引き継いだ日本国有鉄道清算事業団、東日本旅客鉄道、建設省を加え「JR宇都宮駅東口周辺地区整備委員会」を立ち上げ、1988年度まで続けられた。
1988年（昭和63年）5月に「JR宇都宮駅東口周辺地区整備委員会」の最終会合が行われ、報告書がまとめられた。この段階では、国鉄清算事業団用地2.8ヘクタール、市有地0.8ヘクタール、JR東日本用地0.3ヘクタール、駅前広場用地1.0ヘクタールを含む5.2ヘクタールを対象区域とし、この敷地に土地区画整理事業で基盤を整備、「CBX」という通称で呼ばれた中核的業務交流施設（オフィス、高度情報センター、多目的ホール）とその周辺に文化交流拠点施設（ギャラリー、音楽ホールなど）、東口新駅前広場、インテリジェントビル（業務、都市型商業施設、サービス機能）を建設する構想を示した。運営主体は①行政、②等価交換方式（企業が建設し市・清算事業団が土地に見合う権利を取得する方式のこと）を想定し、当時横浜市で進められていた再開発「横浜みなとみらい21」の開発・運営を担う第三セクター企業「株式会社横浜みなとみらい21」と性格が同一の推進機構を、行政、清算事業団、民間で設立する方針も示した。

### 「CBX」整備計画の策定と紆余曲折・最優先交渉者の決定
一連の調査が終了したあとの1989年（平成元年）度に、「宇都宮東地区新都市拠点整備事業総合整備計画」を国庫補助事業として策定し、中核施設の調査を開始した。中核施設の調査は1993年（平成5年）度まで続けられた。1990年（平成2年）度には「宇都宮東地区新都市拠点整備事業総合整備計画」が国に承認され、事業地区を採択した。
「宇都宮東地区新都市拠点整備事業総合整備計画」は、1988年の構想をより具現化し、整備施設の概要や整備スケジュールを策定した基本計画であり、その内容は1988年の構想と同じく宇都宮駅東口の線路敷跡地を含む5.2ヘクタール（市、JR、清算事業団が保有）の敷地を事業区域とし、中核的業務交流施設（CBX）計画のほか土地利用、交通施設、高次都市基盤整備（多目的広場、人口地盤、高度情報センター）の設置案が盛り込むものとなっていた。CBXはオフィス、会議場、情報センター、ビジネススクールが入居する地下3階、地上25階建ての高層建築物とし、駅やホテルなどを人工地盤で接続、さらに大規模地下駐車場、アトリウムなどを配する都市ロビー空間とする計画だった。整備スケジュールは1990年（平成2年）秋の線路撤去完了後、年度内に人工地盤や多目的広場を設計、1991年（平成3年）度に土地区画整理事業を実施し、1993年（平成5年）中にCBXを着工、宇都宮市の市制100周年を迎える1996年（平成8年）に竣工、開業する計画だった。
しかし、これまで宇都宮市が構想してきたCBX整備計画は、バブル崩壊の煽りを受けCBX建設への民間資本の呼び込みが難しくなり、また清算事業団の土地の取り込みについても市が取り込んだ場合建物の床面積の半分（2分の1）以上を公共施設に使用しなければならないという制約が設けられ、また民間企業にわたった場合、市のイメージする施設像を実現することが難しくなるなど整備計画通り事業を進めることが困難となり、1996年（平成8年）のオープンのめどは立たなくなり、計画の見直しを迫られることとなった。
「新都市拠点整備事業」に代わる新たな基本計画として、1996年（平成8年）度には「宇都宮東地区街並み・まちづくり総合計画」を策定し、また各種計画策定に並行し、施設整備に必要となる用地の取得が始まった。1995年（平成7年）度に日本国有鉄道清算事業団より、東西自由通路南側の事業用地約1.4ヘクタールを取得した。1998年（平成10年度）には同じく清算事業団より東西自由通路北側の1.4ヘクタールの敷地も取得し、1999年（平成11年）度には宇都宮駅構内の2.0ヘクタールの敷地に関しても東日本旅客鉄道（JR東日本）より事業用地の編入依頼があり、用地に編入した。これに合わせ、JR用地の編入や新交通システム（のちの宇都宮ライトレール）の導入を踏まえた地区整備のあり方を検討した。
その後も整備事業着手へ向けた準備は着々と進められ、整備を担う事業者を選定するため2003年（平成15年）度に宇都宮駅東口地区整備の最優先交渉者を決める提案競技が実施された。
提案競技の概要は、宇都宮駅東口地区の市とJR東日本等が所有する約7.3ヘクタールの区域における「まちづくり構想案」（宇都宮駅東口地区全体を対象にする将来的なまちづくりイメージ）と「事業計画案」（まちづくり構想案を実現するため、再開発地区の中央街区及びその他の街区に関する整備・管理・運営などの事業計画案の提案を求める）の2点の提案を求めるものであった。
提案競技には「大和ハウス工業株式会社」 （代表企業：大和ハウス工業株式会社宇都宮支店）、「チームU-EAST」 （代表企業：三菱商事株式会社）、「駅東まちづくりグループ」（代表企業：株式会社価値総合研究所）、「グループ七七八」（代表企業：清水建設株式会社） 、「SUPER NOVA 200X」 （代表企業：株式会社大林組東京本社）、宇都宮CBX勉強会（代表企業：富士通株式会社栃木支店）の6グループが参加し、審査の結果、「グループ七七八」（ぐるーぷしちしちはち）を最優先交渉者に決定した。
「グループ七七八」は、清水建設を代表に、隈研吾建築都市設計事務所、宮城俊作、荒井設計、医療法人社団全仁会、日神不動産、エステート住宅産業、環境整備、北関東綜合警備保障、大高商事、ライダース・パブリシティ宇都宮支店、大和工商リースさいたま支店、宇都宮ケーブルテレビ、学校法人大久保育英会、宇都宮ビジネス電子専門学校、株式会社サンシャイン、株式会社板屋、落合書店、ビックツリー、ジェイコムで構成される共同企業体であった。「グループ七七八」の提案概要は以下の通り。
| 概要           | 説明 |
| -------------- | --- |
| 整備コンセプト | ●『七木 七水 八河原』の再現 江戸時代の宇都宮の名所『七木 七水 八河原』を駅東口地区の新しい都市空間の中に、 『七つの緑』、『七つの水』、『八つの広場』として再生。在住する人々や、働く人々に活力を与え、訪れる人々に憩いの場を提供。 ●『知』の基盤整備 今回の開発を『人と情報の集積拠点』と位置付け、都心居住・学習拠点といった都市生活者の基盤整備を目指す。そのために広場やランドマークなどハードとしてのシンボル性とともに、情報交流拠点という形の見えにくいソフトとしてのシンボル性を提案する。 ① 宇都宮の新名所に相応しい魅力的都市空間の創造 ② 宇都宮シティセールスの舞台づくり ③ 企業グループによる事業マネジメント ④ 知産知承－新たな文化を生み続ける拠点 ⑤ 安心して暮らせるまち ⑥ 持続的な公民連携 ⑦ 融通性のあるまちづくり の7つのポイントを持つまちづくりを行う。 |
| 整備の概要     | ●中央街区 （公共公益施設） ・コンベンション施設、ショールームコンプレックス、観光情報物産センター、総合情報センター、生涯学習センター、次世代図書館、青少年センター等 （民間施設） ・業務施設（工業団地に進出している企業のサテライトオフィスや教育機関のサテライトキャンパス等を誘致） ・商業施設（既存中心市街地との共生を考えた、文化・情報・健康面 で特色あるテナント構成により駅前の賑わいを演出） ・宿泊施設（宿泊に特化した100室程度のホテルを想定） ・駐車場 ●北街区：共同住宅、駐車場 ●南街区：医療・福祉施設、共同住宅、駐車場 |

### リーマン・ショックによる計画の頓挫

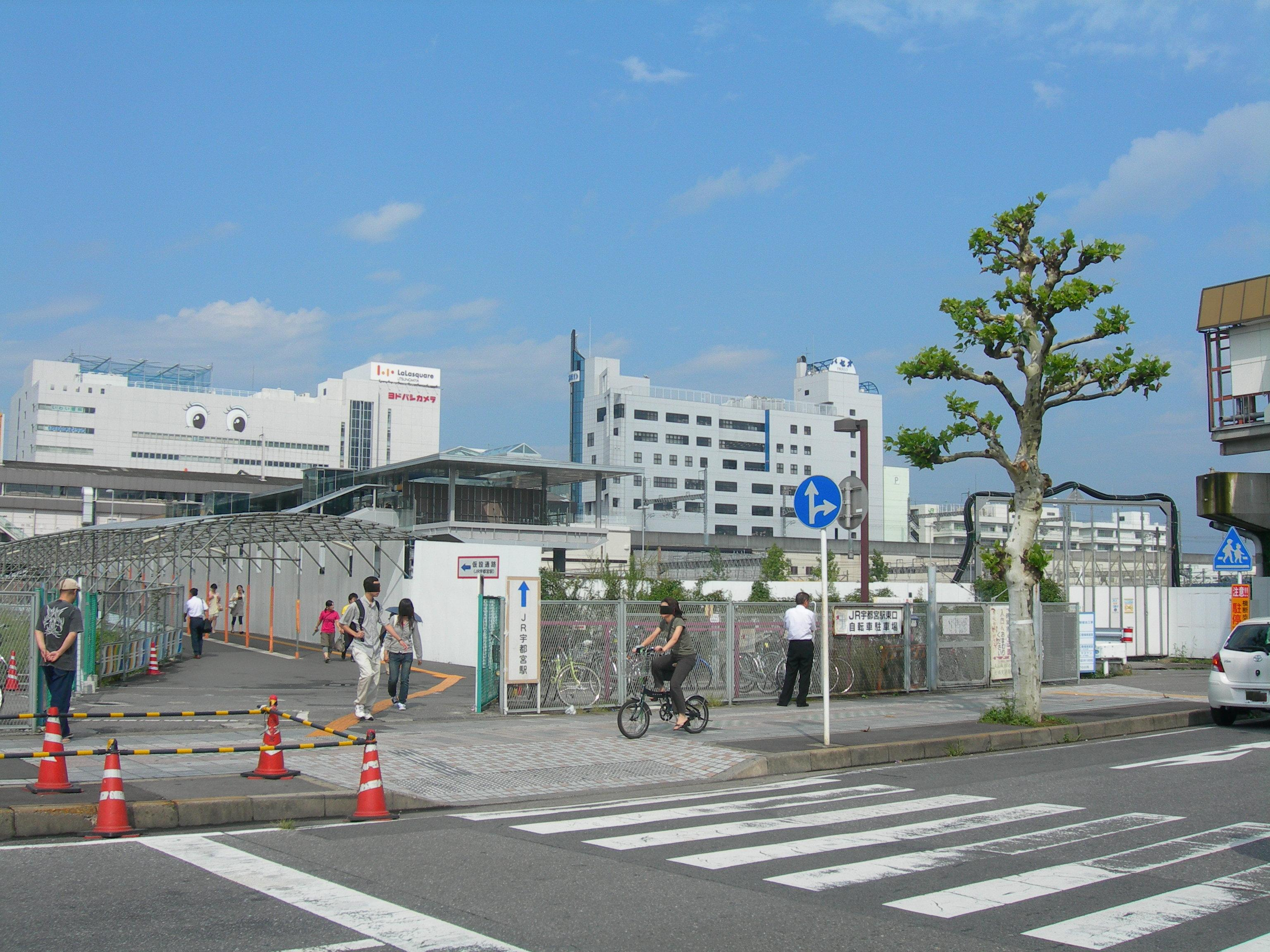
鬼怒通りと完成したばかりの新・宇都宮駅東西自由通路を結ぶ連絡通路（2008年9月撮影）

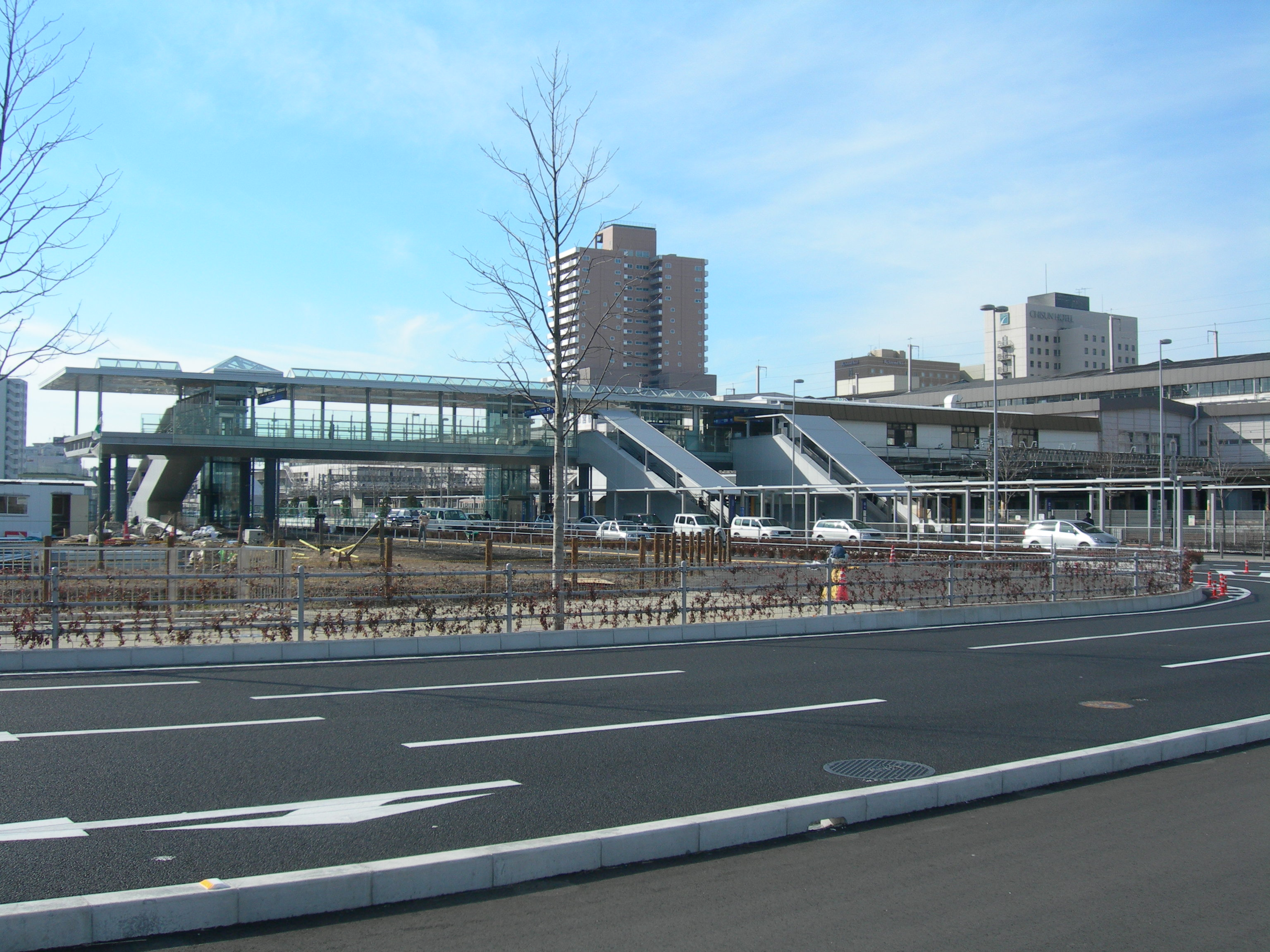
完成直後の東口新駅前広場（2009年1月撮影）

最優先交渉者の決定以降、着工へ向け各種検討・計画が進行することとなった。2005年（平成17年）6月に、東口地区整備の概要を決める「宇都宮駅東口地区整備基本計画」を策定した。「宇都宮駅東口地区整備基本計画」では、「21世紀のまちづくりをリードする産業・情報・交流の新たなゲートシティ」をテーマに、各種施設や機能の配置や方針、運営者などを検討するものとなった。また、スケジュールについても決められ、2005年度に事業化計画の策定と、土地区画整理事業の着手、2006年（平成18年）度に中央街区の拠点施設の基本設計、2007年（平成19年）度に拠点施設の実施設計、2008年（平成20年）度の土地区画整理事業の完了と、拠点施設整備の着手を経て、2010年（平成22年）度に拠点施設の竣工を迎える予定となっていた。
しかし、2007年（平成19年）よりアメリカ合衆国で起きたサブプライム住宅ローン危機を発端とするアメリカ国内での住宅バブルの崩壊のあおりを受け、2008年（平成20年）9月15日に投資銀行であるリーマン・ブラザーズが経営破綻し、これがきっかけとなり世界的な金融危機が発生した。この金融危機は日本国内においてもリーマン・ショックとして顕在化し、日本経済は大きく悪化した。経済情勢の悪化は整備にも影を落とし、2008年（平成20年）11月にグループ七七八は市に対して事業化計画提出猶予の申し入れを行った。同月に東口新駅前広場が完成したタイミングでの出来事となった。さらに、2009年（平成21年）5月にはグループ七七八から最優先交渉者の辞退届が提出され、今まで検討されてきた宇都宮駅東口整備事業は事実上白紙に戻されることなった。

### 事業用地の暫定利用

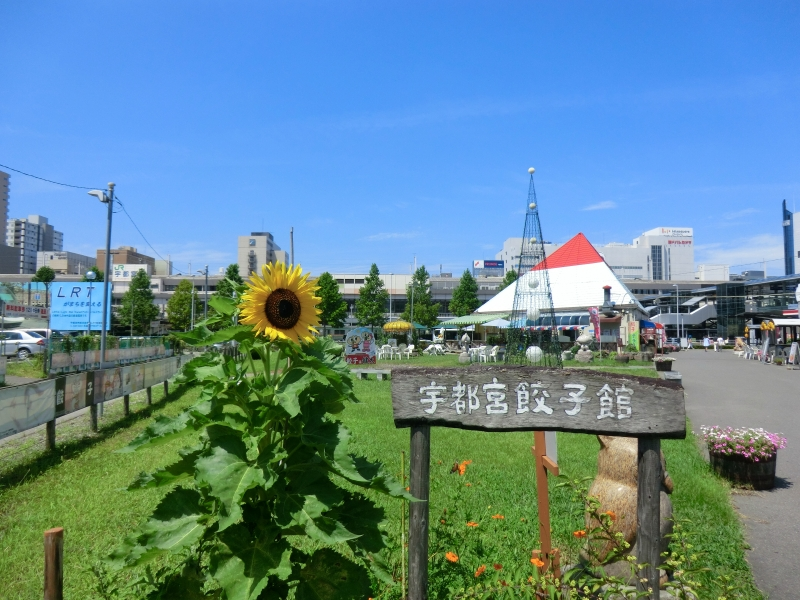
暫定利用中の宇都宮駅東口駅前広場（2014年8月撮影）

グループ七七八の辞退により、宇都宮駅東口の整備事業は停滞する事態となった。市では事業の見直しへ向け2009年（平成21年）7月に宇都宮駅東口地区整備推進検討委員会及び幹事会を設置した。その後、宇都宮駅東口地区整備推進懇談会が設立され、宇都宮駅東口整備事業の在り方を懇談会で議論し始めた。市では事業の具体化がされるまで事業用地の暫定利用をすることとなり、2009年（平成21年）10月より事業者を公募し順次暫定利用が始まった。最終的に有限会社さくら食品（宇都宮餃子館）と株式会社みんみん（宇都宮みんみん）の店舗（餃子専門店）、医療法人社団全仁会宇都宮中央病院の駐車場として、2020年（令和2年）2月まで暫定利用された。

### 整備計画の再始動
2018年（平成30年）1月、市は「宇都宮駅東口地区整備方針」を策定した。当計画では、「うつのみやの未来を拓く新たな魅力の創造・交流と賑わいの拠点」をコンセプトとし、コンベンション施設、交流広場、民間施設（商業・宿泊・業務）、駐車場、駐輪場などを整備することが盛り込まれた。同年3月2日より事業者の公募を始め、6月21日に「優先交渉権者」を決定した。検討の結果、野村不動産を代表とする共同事業体「うつのみやシンフォニー」が優先交渉権者に決定した。「うつのみやシンフォニー」は、野村不動産を代表企業とし、北関東綜合警備保障、住友商事、JA三井リース建物、ビッグ・ビー、医療法人社団 脳神経脊髄脊椎外科サービス、アール・アイ・エー、AIS総合設計、隈研吾建築都市設計事務所、中村土建、前田建設工業、増渕組、渡辺建設、五光宇都宮店、コンベックス、JTBコミュニケーションデザイン、 野村不動産パートナーズによって構成された。(2019年1月18日に複合施設棟②の施設計画変更に伴いビック・ビーが脱退し新たにColours Internationalが加入する。)　なお、北関東綜合警備保障と隈研吾建築都市設計事務所は、「グループ七七八」も参画していた。

### 建設の進行と新型コロナウィルス感染症（COVID-19）、開業
2020年（令和2年）4月に民間施設（複合施設①、プラウド、シンフォニー病院）が、10月に公共施設（交流拠点施設）が着工した。しかし複合施設②に関しては整備事業組成者であったColours Internationalが、２０１９年の段階で資金調達に難航した後、うつのみやシンフォニーは事業者の再選定を行ってきたが、翌2020年から本格化した世界的な新型コロナウィルス感染拡大の影響で事業計画の作成が進まず（「デュシタニ宇都宮出店計画#資金難から計画の白紙へ」）を参照、また整備地区を通過する宇都宮ライトレールも新型コロナウィルス感染症（COVID-19）の影響で2022年（令和4年）3月の開業予定が1年延期され2023年（令和5年）3月とされ、さらに延期し2023年（令和5年）8月となるなど整備全体においては当初の予定やスケジュールとずれる状態が続いたが、交流拠点施設については順調に工事が進行し、2022年（令和4年）11月30日の開業予定とし、予定通り同日に一般供用を開始した。供用開始に伴い、施設の予約受付業務が、宇都宮市役所都市魅力創造課から指定管理者に引き継がれた。初代施設長には、代表企業である株式会社五光 代表取締役の木内裕祐が就任した

### 外部監査報告書の公表
2025年3月27日に公表された宇都宮市の令和６年度包括外部監査報告書の中で、宇都宮駅東口地区整備事業について2018年に行われた事業方針策定から2025年１月に至るまでの取組経過に関する調査報告がなされた。また、複合施設棟②に関しては未整備である原因と宇都宮市側の落ち度が指摘され、外部監査人から今後に関する進言がなされた。(詳細は「宇都宮駅東口地区整備事業 複合施設棟②#外部監査報告書の内容」を参照)

## 沿革
- 1980年（昭和55年）8月 - 初代東西自由通路完成
- 1985年度（昭和60年度） - 1988年度（昭和63年度） - 宇都宮駅東口地区整備事業の調査
- 1989年度（平成元年度） - 宇都宮東地区新都市拠点整備事業総合整備計画の策定
- 1996年度（平成8年度）  - 宇都宮東地区街並み・まちづくり総合計画の策定
- 2004年（平成16年）3月 - 提案競技の実施、最優先交渉者を「グループ七七八」に決定
- 2005年（平成17年）6月 - 宇都宮駅東口地区整備基本計画の策定
- 2008年（平成20年）11月 - 東口新駅前広場供用開始。グループ七七八、事業化計画提出猶予の申し入れ
- 2009年（平成21年）
  - 6月 - グループ七七八、最優先交渉者を辞退
  - 不明 - 事業用地の暫定利用開始
- 2018年（平成30年）
  - 1月 - 宇都宮駅東口地区整備方針の策定
  - 6月21日 - 優先交渉者を「うつのみやシンフォニー」に決定
- 2019年（平成31年）
  - 1月18日 - 複合施設棟②の施設計画変更に伴い構成員の変更（ビック・ビーが脱退し新たにColours Internationalが加入）が宇都宮市に申請される[24]
- 2020年（令和2年）
  - 5月27日 - うつのみやシンフォニーから2020 年 4 月までの基本日程内に複合施設棟②に関して借地契約の締結が困難となったとの通知が宇都宮市に提出される[29]
  - 6月 - 複合施設棟②に入居予定であったデュシタニホテル[注 3]の開業が見通せなくなる[31]
  - 10月 - 着工[32]
  - 12月4日 - うつのみやシンフォニーから宇都宮市に複合施設棟②のホテル事業者確定の延期の申入れが提出される[33]
- 2022年（令和4年）
  - 2月 - 交流拠点施設、交流広場について愛称投票を実施[6]
  - 3月25日 - 交流拠点施設、交流広場の愛称が決定[11]
  - 11月14日 - マスメディア向けの内覧会を開催[34]
  - 11月26日 - 11月27日 - グランドオープニングイベントを開催[35]。
  - 11月30日 - ライトキューブ宇都宮開業[27]。
- 2025年（令和７年）年3月27日 - 宇都宮市の令和６年度包括外部監査報告書が公表され、これまでの宇都宮駅東口地区整備事業についての取組経過に関する調査報告がなされた[28]。

## 交通
- 東日本旅客鉄道（JR東日本）宇都宮駅東西自由通路（東口）直結 改札口から徒歩2分[36]
  - 東京駅から東北新幹線を使用した場合、最速49分で到達。
- 宇都宮ライトレール宇都宮芳賀ライトレール線（芳賀・宇都宮LRT）宇都宮駅東口停留場が隣接。
- 最寄りのインターチェンジは、東京・高崎（高崎方面からは岩舟JCTを経由）方面からは東北自動車道鹿沼インターチェンジ、仙台方面からは宇都宮インターチェンジ、水戸方面からは北関東自動車道宇都宮上三川インターチェンジである。

## 交流拠点施設以外の再開発施設群

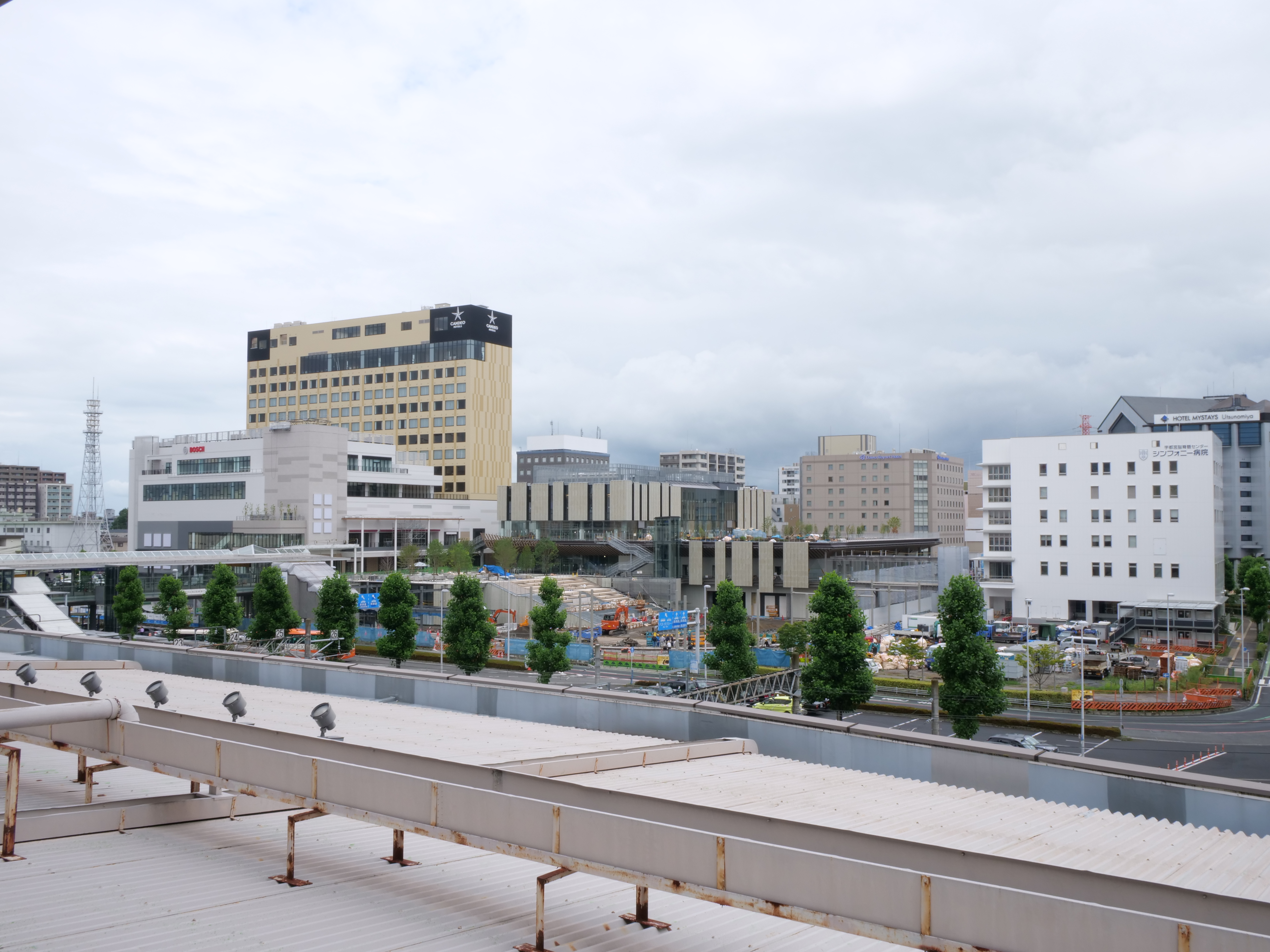
整備地区全体（2022年7月13日）

公共施設である交流拠点施設以外にも、野村不動産が中心となって整備する民間施設として複合施設①、複合施設②、病院（宇都宮シンフォニー病院）、分譲マンション（プラウド宇都宮）を建設することになっている。2022年11月の交流拠点施設の開業をもって、再開発街区は建設が完了し「まちびらき」となったが、複合施設②については現在も建設の見通しが立たない状態が続く。

### シンフォニー病院
シンフォニー病院（シンフォニーびょういん）は、宇都宮市一番町にある宇都宮脳脊髄センターと同じ医療法人社団 脳神経脊髄脊椎外科サービスが運営する病院である。地上7階建てで、100床の病床を持つ。日本初となる定位放射線治療装置「ZAP-X」を設置し、栃木県の地域課題である脳卒中や急性心筋梗塞などの予防、先制医療に特化した病院である。診療科は脳神経外科、脳神経内科、循環器内科、小児科。2021年12月1日開院。
建物は小野里信建築アトリエの設計、関東建設工業の施工で、延床面積は9,525 m2である。院内ではLED照明や、地中熱・地下水熱を活用するヒートポンプを採用し、環境負荷の軽減を図っている。

### プラウド宇都宮
野村不動産の高級分譲マンションブランド「プラウド」としては栃木県内初進出となる。住居の専有面積は68.58 m2 - 90.71 m2（3LDK - 4LDK）で、竣工時点で全戸完売しており、購入者の過半数が宇都宮市内在住であったが、県外在住者も15%程度を占めた。購入者層は単身者・ファミリー層・50代など多様で、平均価格は5200万円であった。総戸数110戸。

## ギャラリー

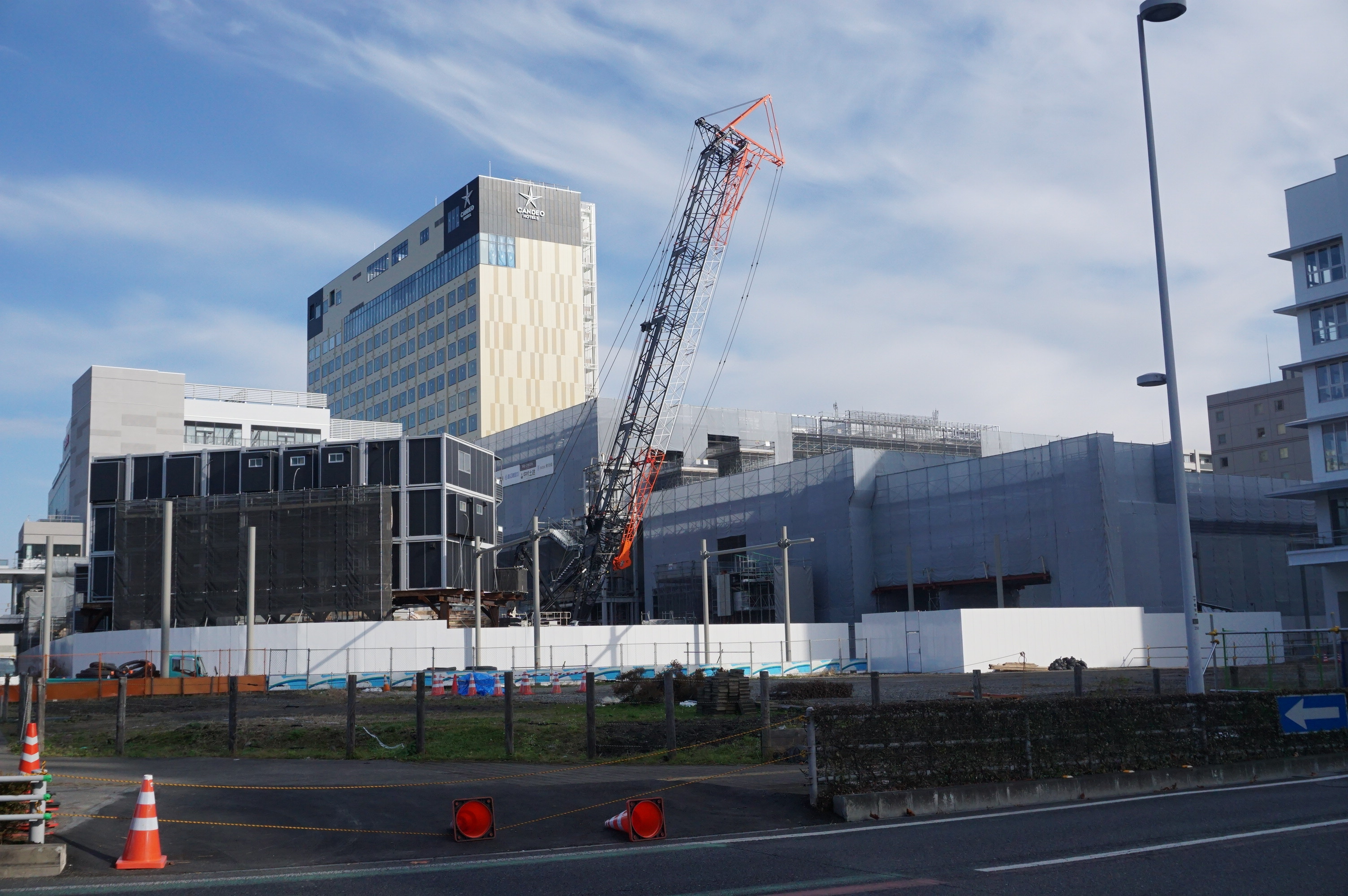
ライトキューブ宇都宮（2021年12月12日）
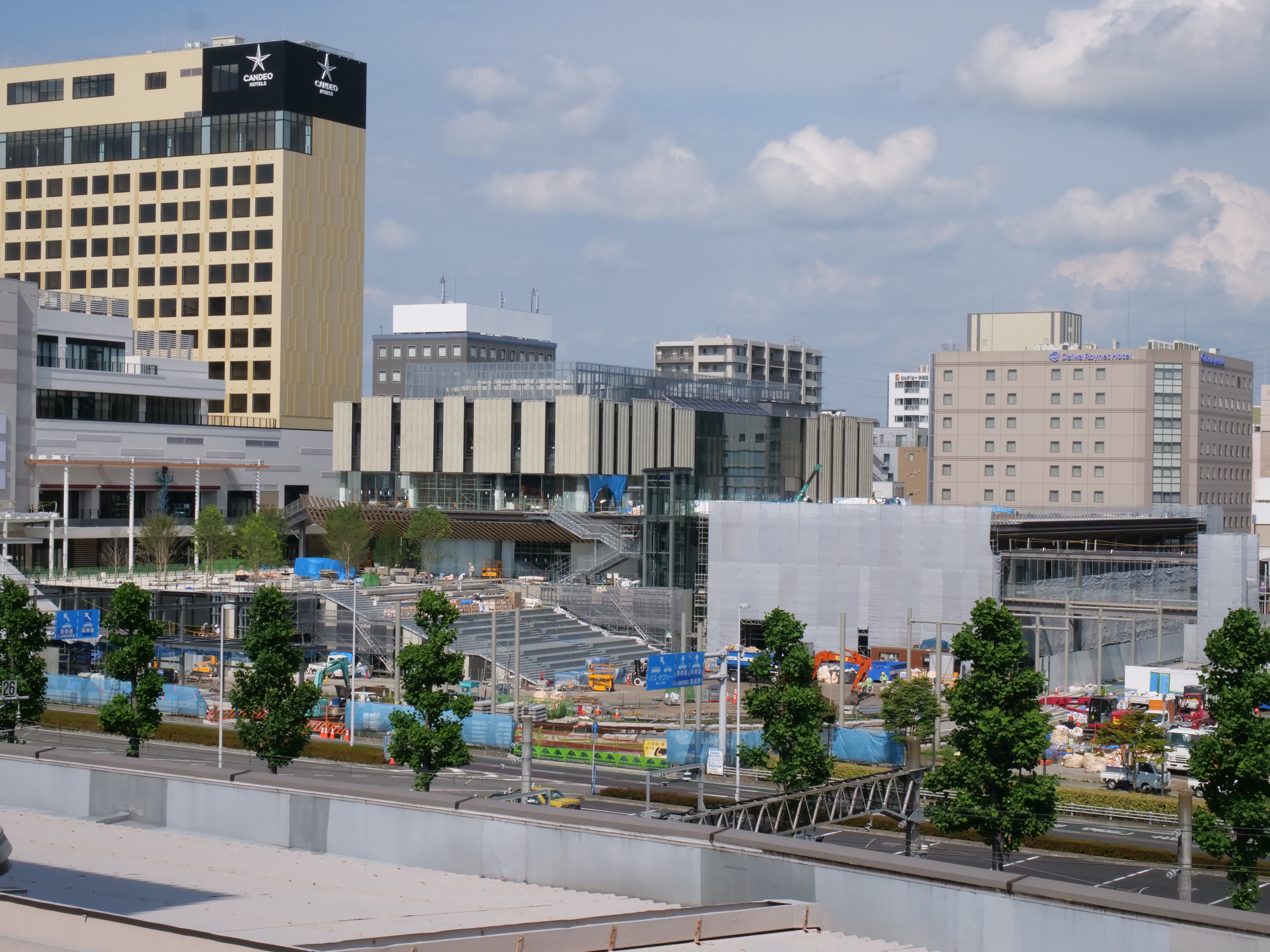
ライトキューブ宇都宮（2022年6月18日）
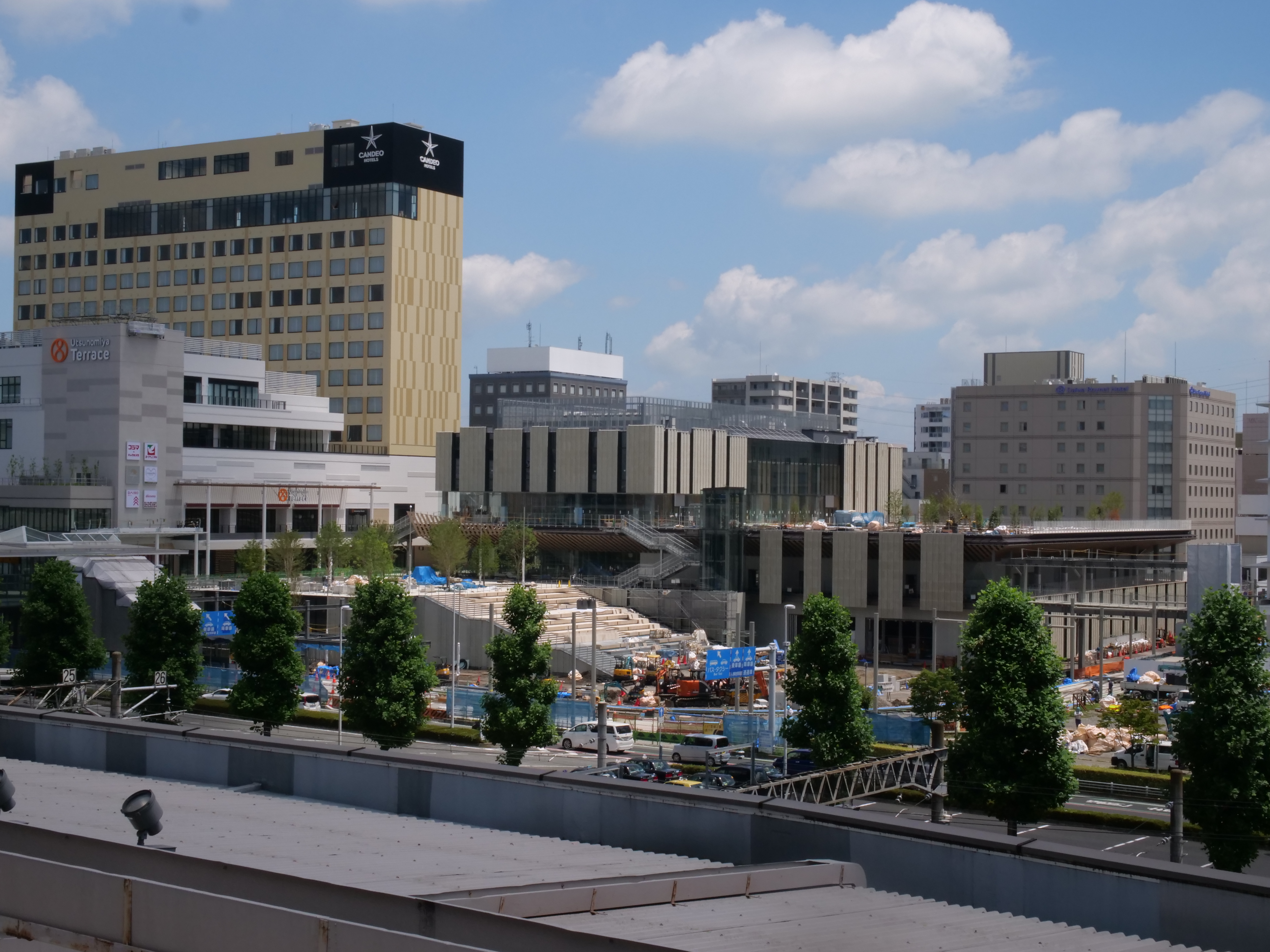
ライトキューブ宇都宮（2022年7月13日）
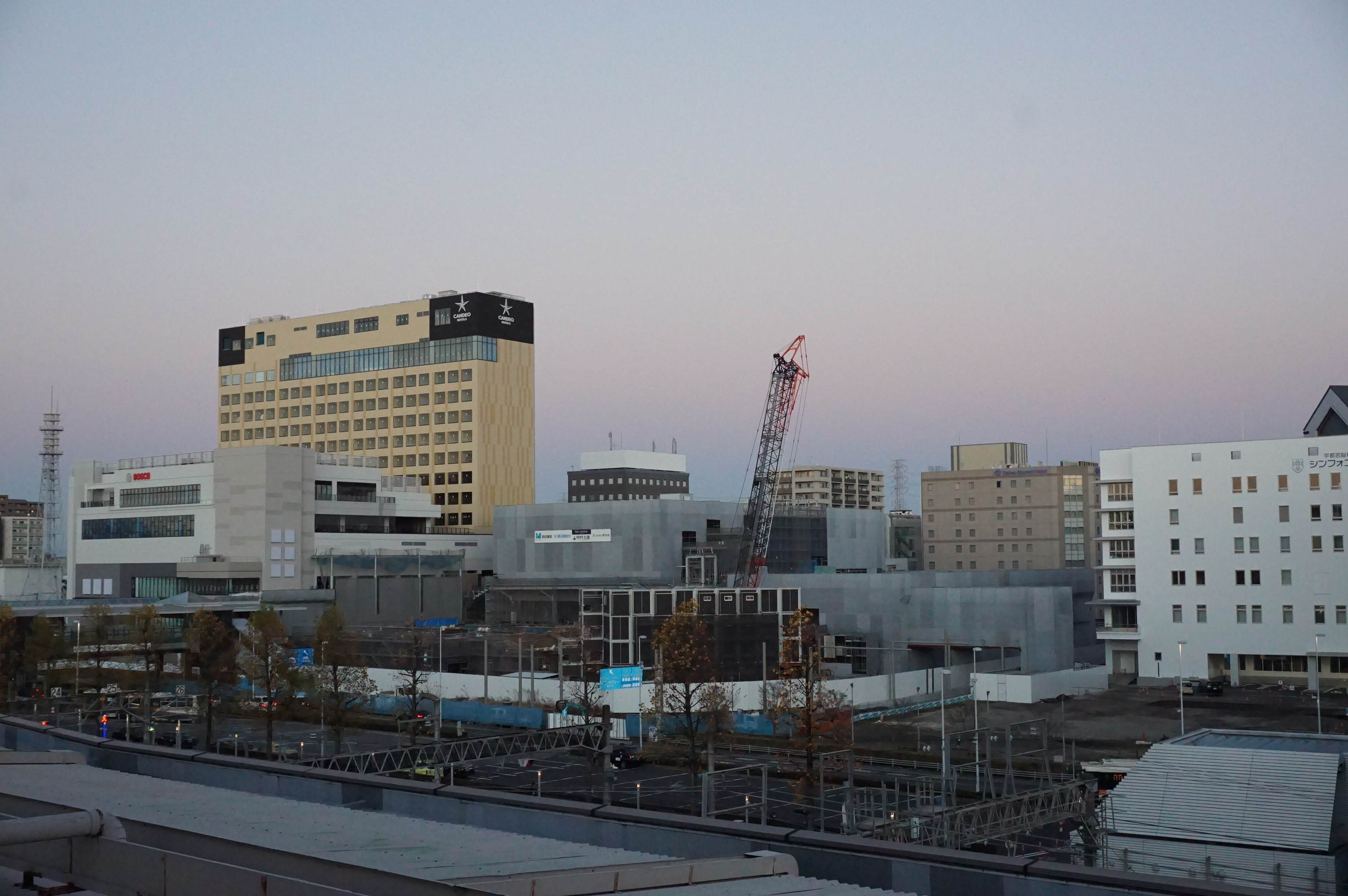
整備地区全体（2021年12月5日）
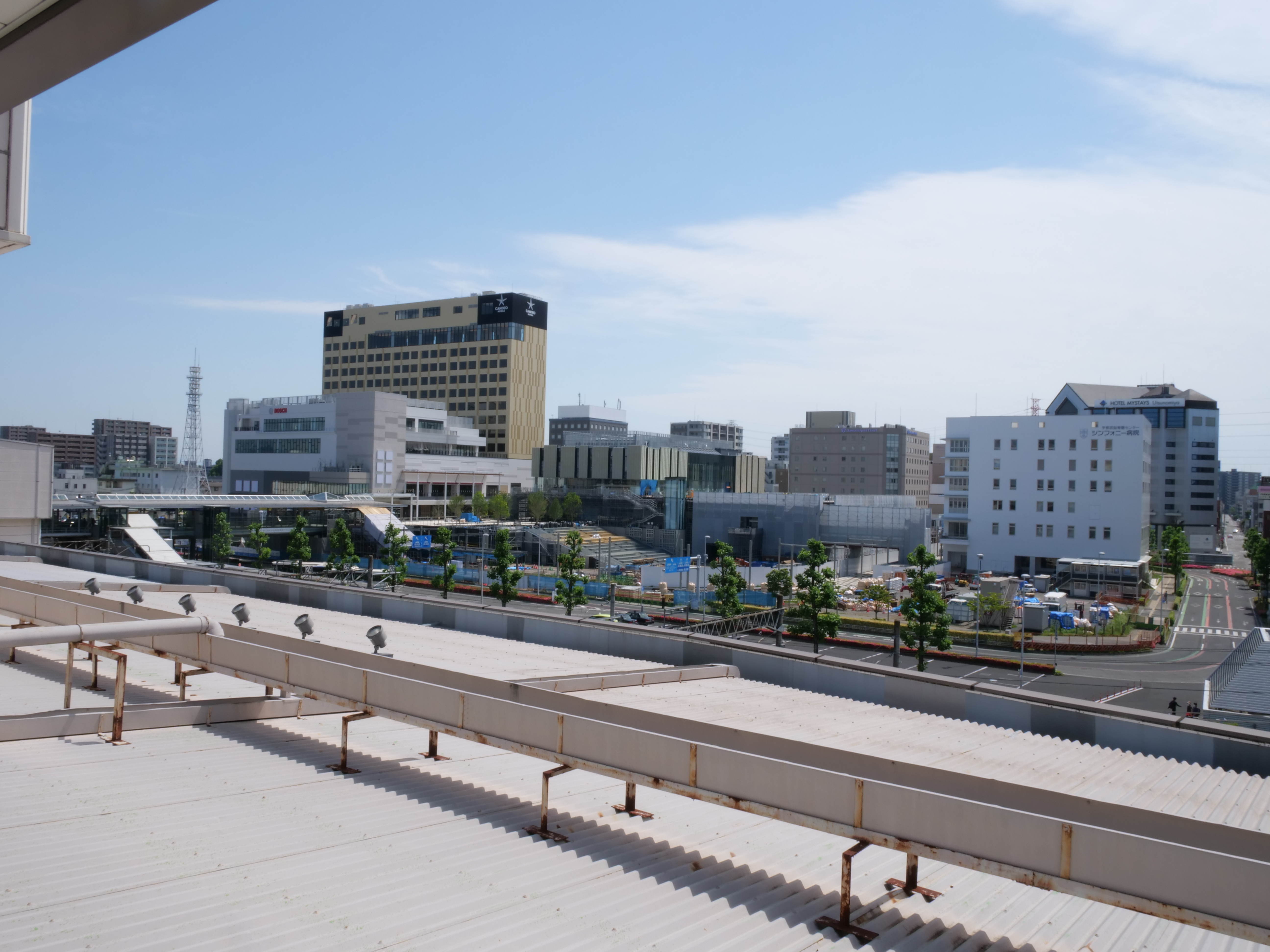
整備地区全体（2022年5月29日）
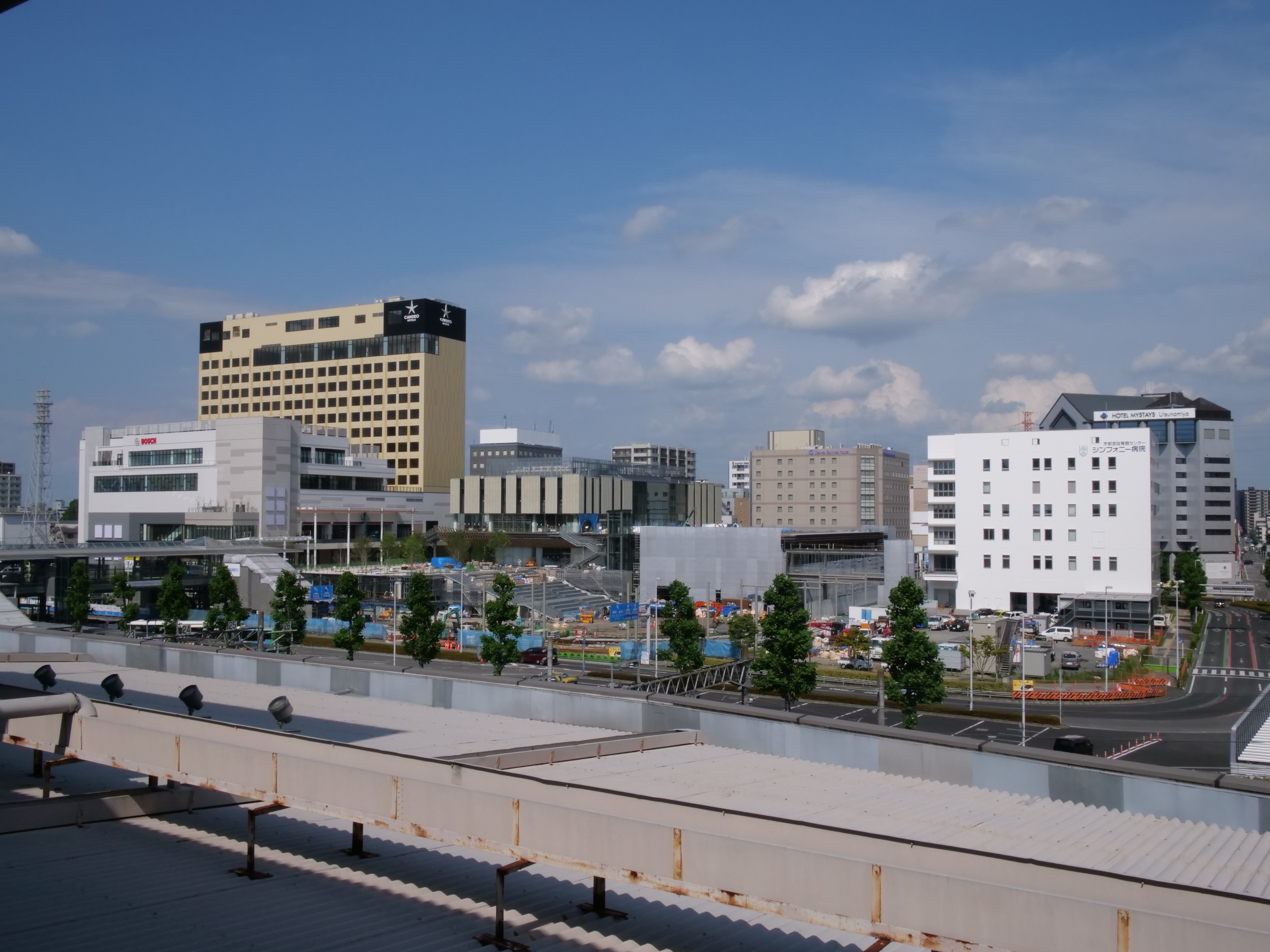
整備地区全体（2022年6月18日）